# The Birthday Massacre

Kaninlogotypen är en del av bandets grafiska profil.

The Birthday Massacre är ett kanadensiskt synthrockband bildat i London i Ontario 1999 som Imagica av sångerskan Chibi och gitarristen Rainbow. Banduppsättningen sedan 2010 består därutöver av gitarristen Michael Falcore, basisten Nate Manor, Owen på keyboard samt trummisen Rhim. Gruppen gav ut demoalbumet Imagica år 2000 innan de debuterade officiellt med Nothing and Nowhere 2002.
Musiken kombinerar mörka texter och melodiska övertoner med tungt distade elgitarrer och atmosfäriska synthesizers.

## Historia

### Bandet bildas (1999–2000)
Bandet har sitt ursprung i London i Ontario under namnet Imagica där medlemmarna använder pseudonymer och smeknamn istället för deras födelsenamn. Originalmedlemmarna Chibi och Rainbow träffade varandra 1999 som studenter vid Fanshawe College. De hade skrivit en del musik ihop och bestämde sig för att starta ett band för skojs skull. Rainbow bjöd in barndomskompisen Michael Falcore som gitarrist då de redan hade spelat in musik tillsammans under high school. Aslan, som också läste vid samma skola, blev rumskompis med Rainbow och gick med gruppen som basist. I mitten av 2000 rekryterades keyboardisten Dank, en gammal vän till Chibi, men hoppade av kort efter att gruppen hade omlokaliserat till Toronto.
Efter månader av repetitioner och låtskrivande spelade de sin första spelning den 28 oktober 2000 vid nattklubben Diversity i London. Vid konserten sålde man ett 7-spårig demoalbum, Imagica. Det fanns 40 numrerade exemplar av demon, vilken bland annat innehöll låten "The Birthday Massacre" (senare omarbetad till "Happy Birthday").
Ungefär samtidigt träffade bandet Rhim, Owen och Brett Carruthers som alla studerade vid samma skola. I oktober 2006 gick även Terry McManus, professor i Music Business and Entertainment Law vid Fanshawe College, med gruppen som deras personliga manager.

### Nothing and Nowhere(2001–2004)
2001 lämnade Dank gruppen, och de övriga flyttade till Toronto för att spela in låtar till en andra demo. Kort därpå bytte gruppen namn från Imagica till The Birthday Massacre. Anledningen till namnbytet var att undvika förväxling med ett metalband med samma namn, och "The Birthday Massacre" var redan ett bekant namn för deras publik som låttitel.
I juli 2002 gav bandet själva ut albumet Nothing and Nowhere, och i juli 2004 EP:n Violet. Samma höst fick bandet kontrakt på det tyska skivbolaget Repo Records, där en ommastrad och förlängd version av Violet gavs ut.

### Violet(2005–2006)
2005 fick bandet kontrakt med det amerikanska skivbolaget Metropolis Records, som gav ut EP:n Violet i Nordamerika, delar av Sydamerika, samt Storbritannien. I augusti samma år kom dvd:n Blue, som bland annat innehöll musikvideon till låten Blue, samt intervjuer och bakom kulisserna-material.

### Walking With Strangers(2007–2009)
Den 11 september 2007 släppte bandet det tredje albumet Walking With Strangers i Nordamerika, och den 21 september i Europa (22 oktober i Storbritannien).

### Pins and Needles(2010 – 2012)
The Birthday Massacres fjärde album, Pins and Needles, spelades in under våren/sommaren 2010 och släpps den 14 september 2010. Gruppen arbetade även denna gången med producenten Dave Ogilvie, känd från bandet Skinny Puppy. Första singeln från albumet blir In the Dark.

### Hide and Seek(2012–2014)
Bandets femte album Hide and Seek spelades in mellan januari och juli 2012 och släpptes den 9 oktober 2012 via Metropolis Records som CD, digital nedladdning samt en begränsad upplaga på 1000 LP-skivor. Redan den 5 oktober släpptes skivan på Internet för gratis streaming via musiktidningen Revolvers soundcloudkanal.. En instrumental låt Night Shift, släpptes även gratis för nedladdning via den kanadensiska tidningen Rue Morgue. Låten är tänkt att användas som intro vi deras kommande spelningar i Nordamerika.
I slutet av november 2013 genomförde The Birthday Massacre åtta nordamerikanska shower tillsammans med Emilie Autumn.

### Superstition(2014–)
Bandets sjätte album, Superstition, startade som ett crowdfunding-projekt den 7 februari 2014 på webbplatsen PledgeMusic i samarbete med skivbolaget Metropolis Records. Den 29 juni meddelade deras manager Terry McManus att albumet skulle släppas den 11 november 2014, i samband med en Nordamerikansk turné under hösten samt en brittisk turné i februari 2015. Albumtiteln tillkännagavs den 30 juli via bandets Facebook-sida.

## Medlemmar
Nuvarande medlemmar

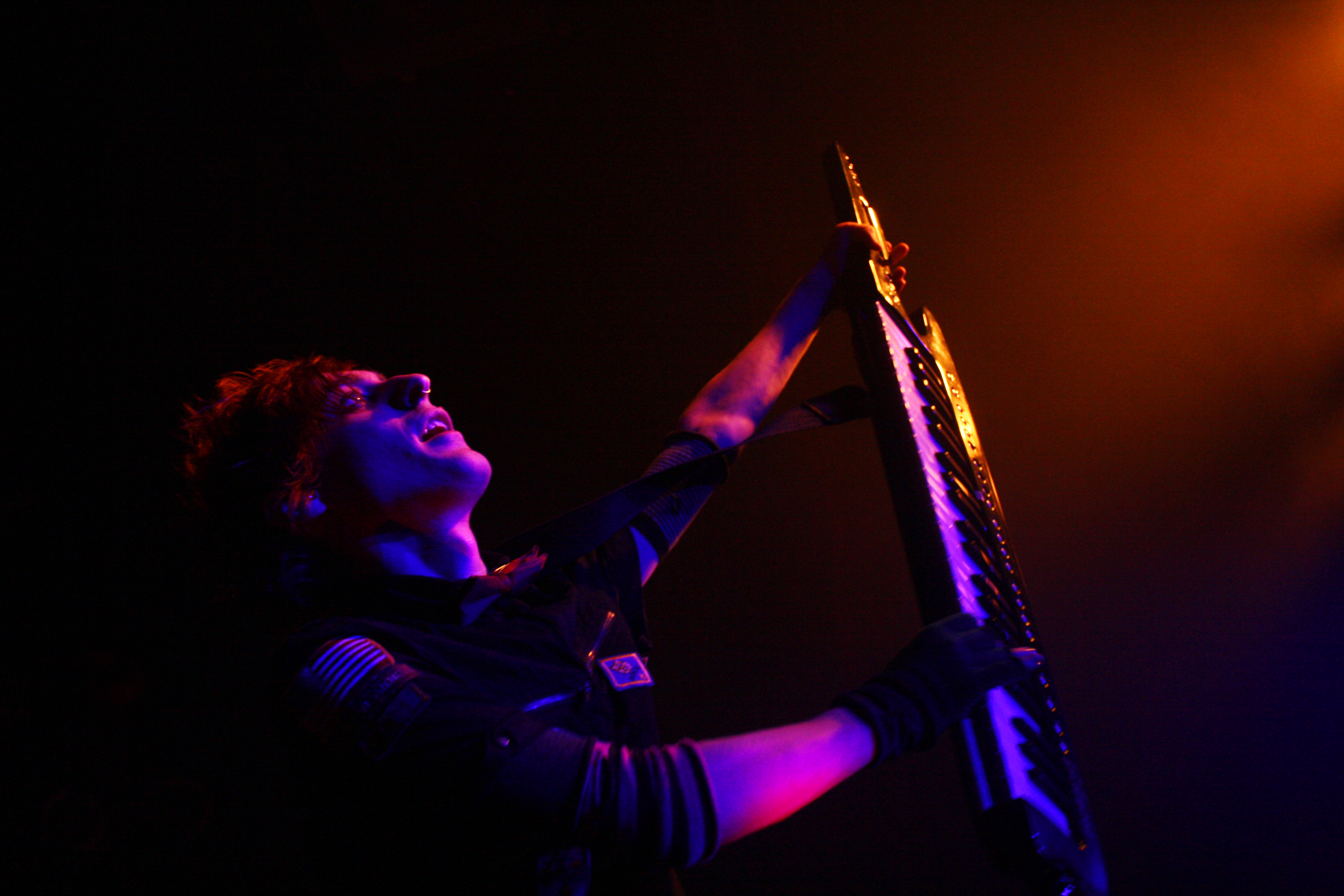
Keyboardisten Owen uppträder med bandet i Toronto 2009.

- Chibi – sång, textförfattare (1999–)
- Rainbow – kompgitarr, bakgrundssång, ljudtekniker, mixare, producent, trumprogrammering (1999–)
- Michael Falcore – sologitarr, ljudtekniker, mixare, producent, textförfattare (1999–)
- Owen – keyboard, keytar, webbdesign (2005–)
- Philip Elliott – trummor (2017-)
- Brett Carruthers – basgitarr (2020-)

Tidigare medlemmar
- Aslan – basgitarr, ljudtekniker, webbdesign (1999–2007)
- Dank – keyboard (2000–2001)
- Adm – keyboard (2002–2004)
- O.E. – trummor (2001–2003); basgitarr, bakgrundssång, ljudtekniker, textförfattare (2007–2010)
- Nate Manor – basgitarr (2010–2020)
- Rhim – trummor, ljuddesigner (2003–2017)

Turnerande medlemmar
- Brett Carruthers – keyboard (höst 2004)
- J. Pilley – trummor (2000)
- Joe Letz – trummor (2017)
- Nik Pesut – trummor (2017)
- Philip Elliott – trummor (2017–)

Tidslinje

## Diskografi

### Studioalbum
- 2002: Nothing and Nowhere
- 2005: Violet (även släppt som EP med några färre låtar)
- 2007: Walking with Strangers
- 2010: Pins and Needles
- 2012: Hide and Seek
- 2014: Superstition
- 2017: Under Your Spell
- 2020: Diamonds
- 2022: Fascination
- 2025: Pathways

### Livealbum
- 2008: Show and Tell

### EP
- 2008: Looking Glass
- 2011: Imaginary Monsters

### DVD
- 2005: Blue
- 2008: Show and Tell